# Tylophora leptantha
Tylophora leptantha är en oleanderväxtart som beskrevs av Ying Tsiang. Tylophora leptantha ingår i släktet Tylophora och familjen oleanderväxter. Inga underarter finns listade i Catalogue of Life.